# Пробуждение (Омская область)
Пробуждение — деревня в Черлакском районе Омской области России. Входит в Елизаветинское сельское поселение.

## История
Посёлок отделения № 3 совхоза Елизаветинский был переименован в деревню Пробуждение.
В соответствии с законом Омской области от 30 июля 2004 года № 548-ОЗ «О границах и статусе муниципальных образований Омской области» деревня вошла в состав образованного муниципального образования Елизаветинское сельское поселение.

## География
Находится на юге-востоке региона в пределах Курумбельской степи, являющейся частью Чебаклы-Суминской впадины.

## Население
| 2010 |
| ---- |
| 194  |

Гендерный состав
По данным Всероссийской переписи населения 2010 года, в гендерной структуре населения из 194 человек мужчин — 102, женщин — 92	(52,6 и 47,4 % соответственно)
Национальный состав
Согласно результатам переписи 2002 года, в национальной структуре населения русские составляли 54 %, казахи 38 % от общей численности населения..

## Транспорт
Просёлочные дороги.